# 10002 Bagdasarian
10002 Bagdasarian este un asteroid din centura principală, descoperit pe 8 octombrie 1969, de Liudmila Cernîh.